# Knut Gudem
Knut Gudem (12 luglio 1927 – 21 settembre 2007) è stato un calciatore norvegese, di ruolo difensore.

## Carriera
Gudem ha collezionato 110 presenze e 3 reti nella massima divisione norvegese, con la maglia dello Skeid. Ha contribuito alla vittoria finale di tre edizioni del Norgesmesterskapet (1954, 1955 e 1956).

## Palmarès

### Club
- Coppa di Norvegia: 3

Skeid: 1954, 1955, 1956